# August De Bats
August De Bats (Temse, 1 oktober 1856 - Weert, 12 januari 1937) was een Belgisch kunstschilder.

## Levensloop
De Bats was een landschapsschilder en zoon van Jules De Bats (1806-1869), chirurg, en Dorothea Gordijn (1815-1894). Geboren te Temse als jongste van zes kinderen. Hij trouwde met onderwijzeres Elisa Bossaerts (1859-1910), hun huwelijk bleef kinderloos.
Hij studeerde aan de Academie voor Schone Kunsten te Brussel. Joseph Quinaux een Belgisch romantisch landschapsschilder was er zijn leraar.
Op het gemeentehuis van Temse zijn er verschillende schilderijen van hem, tevens ook een portret van hem in het kabinet van de Burgemeester.

## Prijzen
- Vier prijzen bij de Academie voor Schone Kunsten te Brussel in 1885.
- Een zilveren medaille op de internationale tentoonstelling voor Schone Kunsten te Keulen in 1889.
- Gouden medaille op de World's Columbian Exposition te Chicago in 1893.

## Publicaties
- De Cirkel - 12 augustus 1981